# Emin zámek
Emin zámek (též Emín, německy Emmahof) stojí v lesích u řeky Jevišovky, asi 4 km na západ od Hrušovan nad Jevišovkou. Nachází se v severním výběžku katastrálního území obce Šanov v okrese Znojmo.

## Historie
Novobarokní zámek nechal v roce 1882 postavit Edvard Khuen-Belassy a jméno mu dal po manželce Emanuele. Na konci 19. století na něm pobýval Alfons Mucha, který se podílel na jeho výzdobě a namaloval zde několik obrazů. Na začátku 20. století je zničil požár. V roce 1913 jej hrabě Karl Khuen-Belasi nechal opravit a v majetku Khuenů zůstal do roku 1945. To jim byl na základě Benešových dekretů zestátněn a v současnosti je v něm umístěn Ústav sociální péče, ale je veřejnosti přístupný. Na Emině zámku jsou každoročně pořádány dny otevřených dveří a Tradiční společenský ples.
Kromě Alfonse Muchy zde na začátku své profesní dráhy pobýval historik umění Max Dvořák. Ten zde také v roce 1921 zemřel a pohřben je v Hrušovanech nad Jevišovkou.

## Dostupnost
K zámku nevede žádná značená turistická trasa. Nejsnadnější přístup je od vlakového nádraží po silničce přes osadu Nový Dvůr až k Eminu zámku. Silnička dále pokračuje na Pravice.
Na kole se dá k Emině zámku dostat i po cyklostezce Muchova nebo Po rovince podél řeky Jevišovky.